# 欧洲经济共同体
欧洲经济共同体（英語：European Economic Community；簡稱：EEC），欧洲共同体中最重要的组成部分；法国、联邦德国、意大利、荷兰、比利时和卢森堡六国于1957年3月25日在罗马签订了《建立欧洲经济共同体条约》，1958年1月1日成立，总部设在布鲁塞尔。
到1968年7月，六国间工业品关税通过分期削减后，比原定计划提前一年半全部取消，农产品方面除实现关税同盟外，还实行共同的农业政策、统一价格以及设立农业基金。
1973年1月1日英国、爱尔兰、丹麦正式加入后，共同体由六国扩大为九国，领土扩大到153万平方公里。1972年7月22日起，同挪威、奥地利、瑞士、瑞典、冰岛、葡萄牙、芬兰分别签定自由贸易协定，建立西欧十六国自由贸易区；还与非洲、中东及其他地区的数十个国家签定了联系国协定或优惠关税协定。
根据1992年建立欧洲联盟的《马斯特里赫特条约》，欧洲经济共同体更名为“欧洲共同体”（《欧共体条约》第一条）。
| 圖例： 事實上繼承 框架： 事實上的內部框架 外部框架 | 圖例： 事實上繼承 框架： 事實上的內部框架 外部框架 | 圖例： 事實上繼承 框架： 事實上的內部框架 外部框架 |                               |                          |                                |                                |                         |                                                |                                                |                                                |                                                |                                                | 歐洲聯盟（歐盟）                               | 歐洲聯盟（歐盟） | 歐洲聯盟（歐盟） | 歐洲聯盟（歐盟） |            |            |
| 圖例： 事實上繼承 框架： 事實上的內部框架 外部框架 | 圖例： 事實上繼承 框架： 事實上的內部框架 外部框架 | 圖例： 事實上繼承 框架： 事實上的內部框架 外部框架 | 歐洲各共同體                  | 歐洲各共同體             | 歐洲各共同體                   | 歐洲各共同體                   | 歐洲各共同體            | （歐盟三支柱）                                 | （歐盟三支柱）                                 | （歐盟三支柱）                                 |                                                |                                                |                                                |                  |                  |                  |            |            |
| 圖例： 事實上繼承 框架： 事實上的內部框架 外部框架 | 圖例： 事實上繼承 框架： 事實上的內部框架 外部框架 | 圖例： 事實上繼承 框架： 事實上的內部框架 外部框架 |                               |                          | 歐洲原子能共同體               | 歐洲原子能共同體               | 歐洲原子能共同體        | 歐洲原子能共同體                               | 歐洲原子能共同體                               |                                                |                                                |                                                | 現今                                           |                  |                  |                  |            |            |
| 圖例： 事實上繼承 框架： 事實上的內部框架 外部框架 | 圖例： 事實上繼承 框架： 事實上的內部框架 外部框架 | 圖例： 事實上繼承 框架： 事實上的內部框架 外部框架 |                               | 歐洲煤鋼共同體           |                                |                                |                         |                                                |                                                |                                                |                                                |                                                |                                                |                  |                  |                  |            |            |
| 圖例： 事實上繼承 框架： 事實上的內部框架 外部框架 | 圖例： 事實上繼承 框架： 事實上的內部框架 外部框架 | 圖例： 事實上繼承 框架： 事實上的內部框架 外部框架 |                               | 歐洲經濟共同體           |                                |                                |                         |                                                |                                                |                                                |                                                |                                                |                                                |                  |                  |                  |            |            |
| 圖例： 事實上繼承 框架： 事實上的內部框架 外部框架 | 圖例： 事實上繼承 框架： 事實上的內部框架 外部框架 | 圖例： 事實上繼承 框架： 事實上的內部框架 外部框架 |                               |                          |                                |                                |                         |                                                | 申根區                                         | 申根區                                         | 歐洲共同體                                     | 歐洲共同體                                     |                                                |                  |                  |                  |            |            |
| 圖例： 事實上繼承 框架： 事實上的內部框架 外部框架 | 圖例： 事實上繼承 框架： 事實上的內部框架 外部框架 | 圖例： 事實上繼承 框架： 事實上的內部框架 外部框架 | TREVI                         | TREVI                    | TREVI                          | 司法與內政合作                 |                         |                                                |                                                |                                                |                                                |                                                |                                                |                  |                  |                  |            |            |
| 圖例： 事實上繼承 框架： 事實上的內部框架 外部框架 | 圖例： 事實上繼承 框架： 事實上的內部框架 外部框架 | 圖例： 事實上繼承 框架： 事實上的內部框架 外部框架 | TREVI                         | TREVI                    | TREVI                          | 司法與內政合作                 |                         | / 北大西洋公約組織                             | / 北大西洋公約組織                             | 現今                                           | 刑事領域警務與司法合作                         | 刑事領域警務與司法合作                         |                                                |                  |                  |                  |            |            |
| 英法協約                                           | 英法協約                                           | [西方聯盟到北約]                                   | [西方聯盟到北約]              | 歐洲政治合作             | 歐洲政治合作                   | 歐洲政治合作                   | 歐洲政治合作            | / 北大西洋公約組織                             | / 北大西洋公約組織                             | 現今                                           |                                                | 共同外交與安全政策                             | 共同外交與安全政策                             |                  |                  |                  |            |            |
| 英法協約                                           | 英法協約                                           | 西方聯盟                                           | 西方聯盟                      | 西方聯盟                 | / 西歐聯盟                     | / 西歐聯盟                     | / 西歐聯盟              | [1984年羅馬宣言重新激活了西歐聯盟並轉交至歐盟] | [1984年羅馬宣言重新激活了西歐聯盟並轉交至歐盟] | [1984年羅馬宣言重新激活了西歐聯盟並轉交至歐盟] | [1984年羅馬宣言重新激活了西歐聯盟並轉交至歐盟] | [1984年羅馬宣言重新激活了西歐聯盟並轉交至歐盟] | [1984年羅馬宣言重新激活了西歐聯盟並轉交至歐盟] |                  |                  |                  |            |            |
| 英法協約                                           | 英法協約                                           | 西方聯盟                                           | 西方聯盟                      | 西方聯盟                 | / 西歐聯盟                     | / 西歐聯盟                     | / 西歐聯盟              |                                                |                                                |                                                |                                                |                                                |                                                |                  |                  |                  |            |            |
| 英法協約                                           | 英法協約                                           | 西方聯盟                                           | 西方聯盟                      | 西方聯盟                 | [社會、文化移交歐洲理事會負責] | [社會、文化移交歐洲理事會負責] | 現今                    |                                                |                                                |                                                |                                                |                                                |                                                |                  |                  | 论 编            | 论 编      |            |
|                                                    |                                                    |                                                    | 歐洲理事會                    |                          |                                |                                | 現今                    |                                                |                                                |                                                |                                                |                                                |                                                |                  |                  | 论 编            | 论 编      |            |
| 英法協約                                           | 敦克爾克條約                                       | 布魯塞爾條約                                       | 歐洲委員會法規 與北大西洋公約 | 巴黎條約與歐洲防務共同體 | 倫敦–巴黎會議                  | 羅馬條約                       | 西歐聯盟-歐洲理事會協議 | 合併條約                                       | 達維尼翁報告                                   | 歐盟高峰會成立                                 | 單一歐洲法案                                   | 申根公約                                       | 馬斯垂克條約                                   | 阿姆斯特丹條約   | 尼斯條約         | 里斯本条约       | 里斯本条约 | 里斯本条约 |